# Business @ the Speed of Thought
Business @ the Speed of Thought (A Empresa na Velocidade do Pensamento no Brasil) é o segundo livro de Bill Gates publicado em 1999 que aborda a economia global e a tecnologia, através da infraestrutura digital e da Internet. Neste livro, Gates afirma acreditar que a união da indústria e do ciberespaço não podem mais serem separadas e que as empresas só poderão crescer se integrarem-se na Era da Informação. 